# 海南山小橘
海南山小橘（学名：Glycosmis montana），为芸香科山小橘属下的一个植物种。